# Meureubo (Meureubo)
Meureubo is een bestuurslaag in het regentschap Aceh Barat van de provincie Atjeh, Indonesië. Meureubo telt 2045 inwoners (volkstelling 2010).